# Monastère Saint-Macaire de Scété
Le monastère Saint-Macaire de Scété ou Deir Abu Magar ou encore Deir Amba Makar est un important monastère copte orthodoxe situé dans la région désertique du Wadi el Natrun à un peu plus de 90 km du Caire en Égypte. En 1969, sur la demande du patriarche d'Alexandrie le pape Cyrille VI, le monastère a été rénové sous l'impulsion du plus important spirituel de l'Église copte de l'époque, le moine Matta el Maskine. 
Il compte environ cent trente moines.

## Histoire
Ce monastère édifié au IVe siècle apr. J.-C. afin de protéger les moines et les religieux des hordes berbères, est un des plus anciens du monde. Situé à l’écart des autres au Ouadi Natroum, il possède cinq cents hectares de terre, cultivés par sept cents personnes. Ils pratiquent aussi l’élevage. Les moines sont au nombre de cent trente dont dix pharmaciens, dix médecins et quatorze ingénieurs. Ce complexe religieux comprend un hôpital, une pharmacie et une imprimerie moderne, il fonctionne comme une véritable entreprise agricole.
Les croix coptes y sont représentées en grand nombre. À l’intérieur de l’église copte se trouvent les reliques de Jean Baptiste et de « Elisha » le prophète. Il y a trois sanctuaires. Le premier présente d’évidentes influences fatimides, il est dédié à saint Jean Baptiste et à saint Marc, le deuxième est consacré au patriarche Benjamin ; ces deux sanctuaires possèdent des décors peints remarquables et le deuxième abrite des représentations rarissimes peintes sur bois au VIIe siècle du « tétramorphe », les quatre animaux ailés de la vision d'Ézéchiel, symbole du Christ et des quatre évangiles. Le troisième concerne les trois Jean. L’édifice conserve les reliques de saint Macaire le Grand, mais aussi de saint Macaire d’Alexandrie et de l’évêque Macaire. La chapelle des 49 Martyrs rappelle le souvenir des 49 moines massacrés lors d’une attaque berbère en 444 ; ils avaient refusé de se réfugier dans la tour ; leurs tombeaux et un registre manuscrit avec leurs noms sont présents dans ce site ainsi que trois superbes colonnes du Ve siècle et le symbole des autruches, signe de résurrection. L’église fortifiée Saint-Apaskhiron possède un pont-levis datant du Ve siècle ; son clocher sert aussi de réserve d’eau. Il y a une autre église avec la coupole de Saint-Macaire datant du XIIIe siècle, c’est l’église d’Abbaqui ; elle contient les reliques de Jean le Petit.
Quarante jours après l’assassinat de l’abbé, l’évêque anba Epiphanius, le patriarche Tawadros II a inauguré une maison de retraite à l’intérieur du monastère pour accueillir les étrangers, nommée Anba Epiphanius.

## Galerie

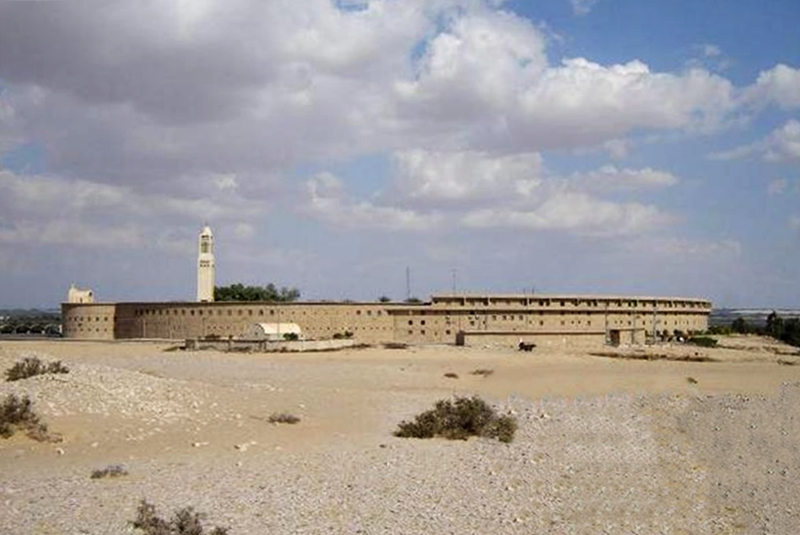
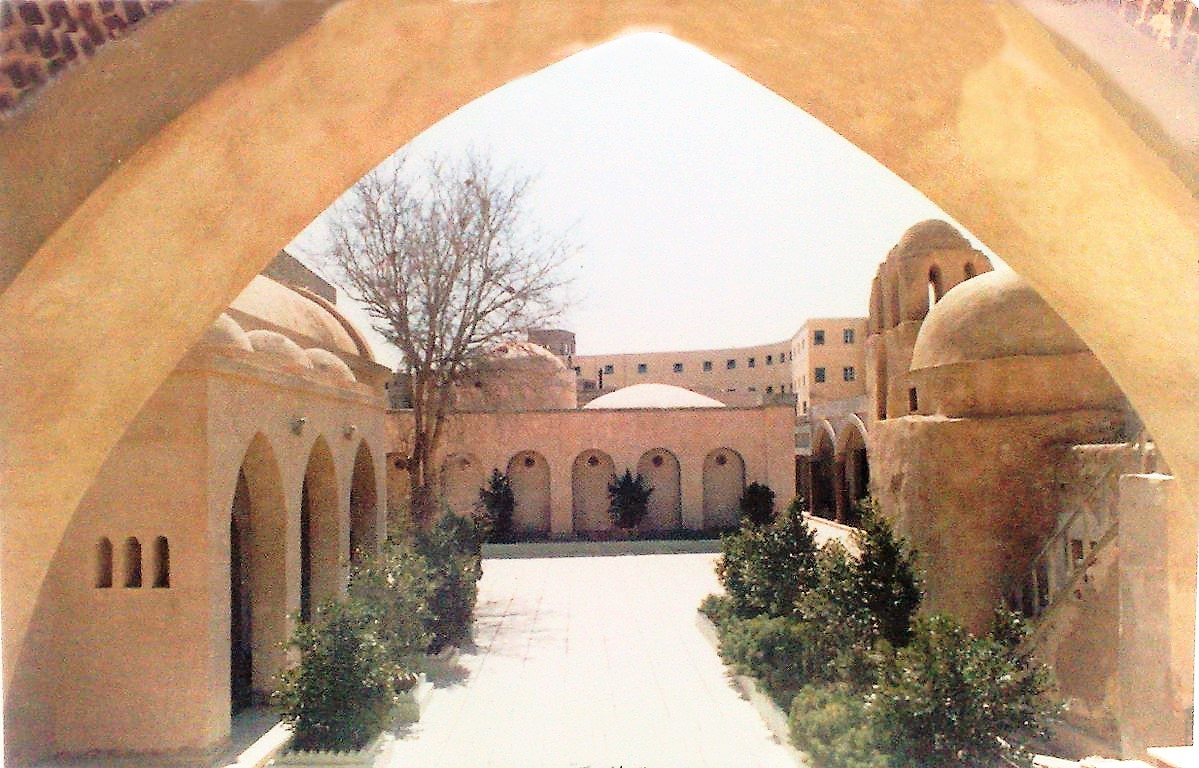
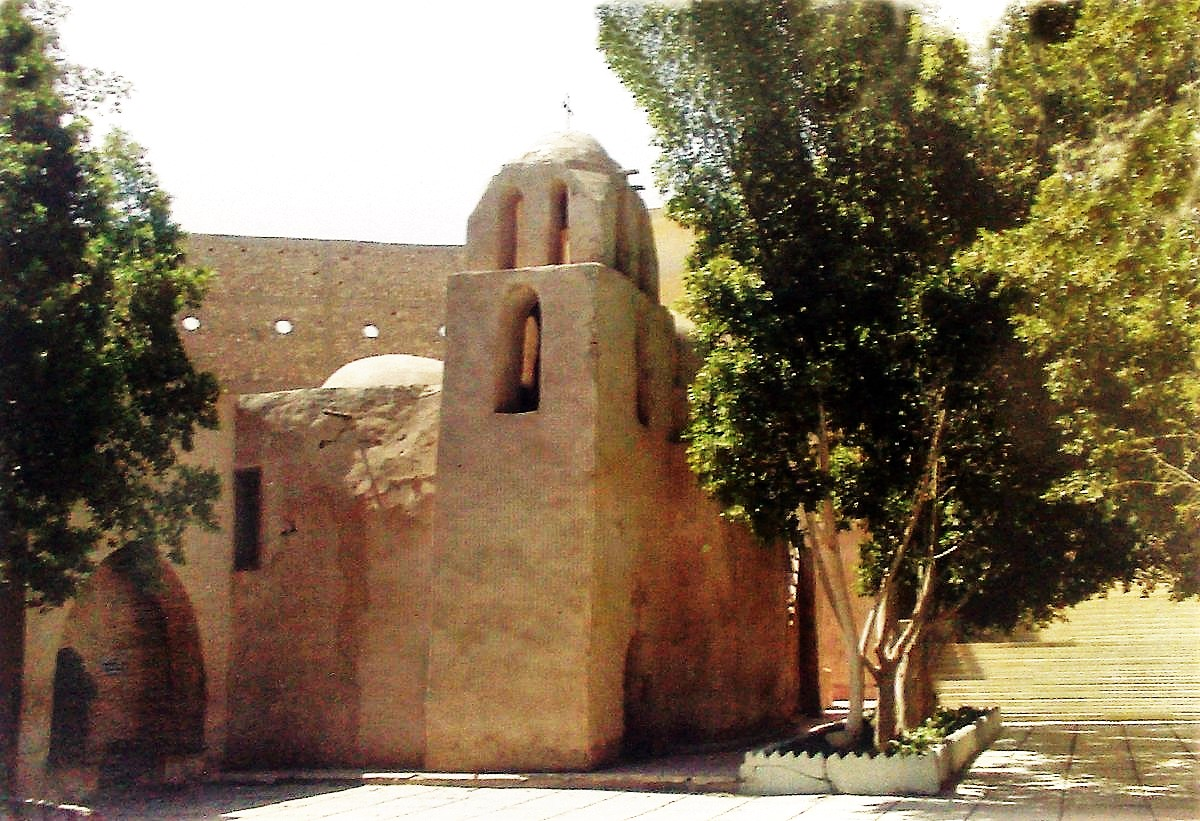
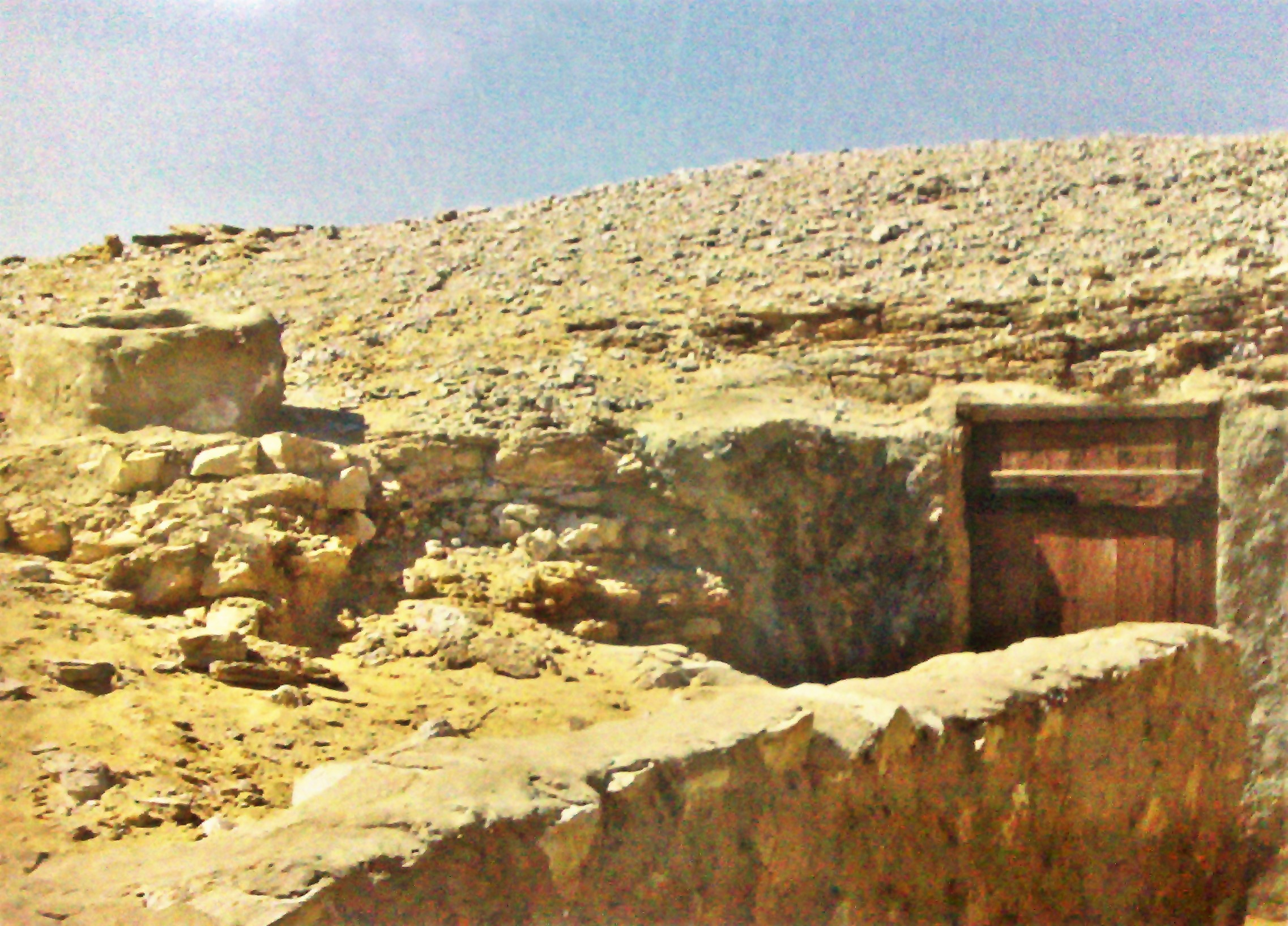
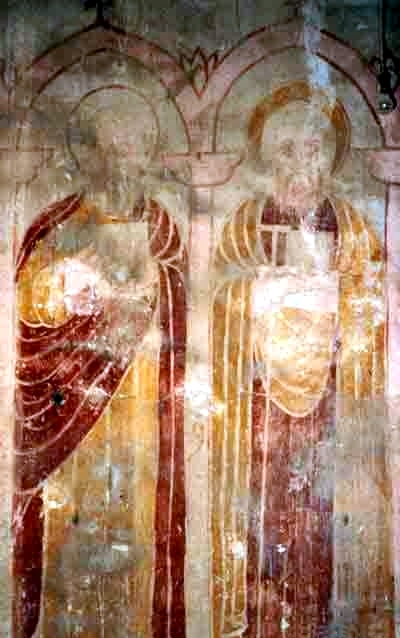